# Summanjoki
Le fleuve de Summa (en finnois : Summanjoki est un fleuve du sud-est de la Finlande.

## Géographie
Le fleuve Summanjoki coule principalement dans la région de la vallée de la Kymi.
Le bassin versant du Summajoki est situé au sud du premier Salpausselkä, pour l'essentiel dans le secteur des communes de Hamina et Kouvola, mais il s'étend également dans une faible mesure jusqu'à Luumäki. Son affluent principal est la rivière Sippolajoki.
Les plus grands lacs du cours supérieur du fleuve sont Enäjärvi, Sanijärvi et Saaramaanjärvi.
La rivière Sippolanjoki rejoint le bras principal à la limite de Kouvola et d'Hamina.
Le village de Sippola est situé le long de la rivière Sippolanjoki du côté de Kouvola.
Le fleuve Summanjoki se jette dans la baie Summanlahti dans le golfe de Finlande dans la partie occidentale de Hamina.

## Protection
Le Summanjoki fait partie du Paysage précieux à l'échelle nationale en Finlande des vallées de Sippolanjoki et Summanjoki,.

## Rapides
- Alakoski
- Yläkoski
- Rajakoski
- Reitkalli kosket
  - Alimmainen
  - Maantiesillan koski
  - Laurinkoski
- Paljakankoski
- Metsäkylän kosket
  - Maantiesillan koski
  - Rautatiesillan koski
  - Sahakosket
- Pitkät kosket
  - Hevoskoski
  - Myllykoski
- Suijankoski
- Myllykoski